# Радослав Апостолов
Радослав Апостолов е български футболист, полузащитник, който играе за Ботев (Пловдив).

## Кариера
Той прави дебюта си за Ботев като играч през второто полувреме по време на мача на 13 март 2016 срещу Черно море, спечелен с 3:1. През второто полувреме печели дузпа, която Лъчезар Балтанов вкарва.  В началото на сезон 2016/17 играе под наем в отбора на Левски Карлово. През януари 2017 се завръща в Ботев. На 11 март 2017 влиза като резерва в мача срещу Черно море, завършил 1:1. 

## Национален отбор
На 25 март 2016 г. играе за Юношеския национален отбор на България до 19 години при загубата с 0:1 от този на Белгия.

## Постижения
- Купа на България 2016/17
- Суперкупа на България 2017